# Dolok Sae
Dolok Sae is een bestuurslaag in het regentschap Padang Lawas Utara van de provincie Noord-Sumatra, Indonesië. Dolok Sae telt 47 inwoners (volkstelling 2010).